# Fullständiga rättigheter
Fullständiga rättigheter: Ett försvar för de 21 första artiklarna i FN:s deklaration om de mänskliga rättigheterna är en bok från 1999 av Johan Norberg, utgiven på Timbro förlag. Boken är ett inlägg i debatten inom liberalismen om positiva och negativa rättigheter, där negativa rättigheter (exempelvis yttrandefrihet och näringsfrihet) inte kräver någon insats från någon annan medan positiva rättigheter (exempelvis rätt till utbildning eller basinkomst) kräver att någon annan gör en uppoffring. Norberg menar att de senare inte är riktiga rättigheter och därför att endast de 21 första artiklarna i FN:s deklaration om de mänskliga rättigheterna bör beaktas av stater.